# Sorik
Sorik is een bestuurslaag in het regentschap Tapanuli Selatan van de provincie Noord-Sumatra, Indonesië. Sorik telt 1002 inwoners (volkstelling 2010).